# Maserati 3500 GT
De Maserati 3500 GT is een auto die zowel als coupé en als cabriolet (roadster) geproduceerd werd in de periode 1957-1964. Voor Maserati was dit model de eerste poging om het segment van de  Gran Turismo’s te betreden en op massaproductie over te gaan.